# Rožmarin
Rožmarin je priimek več znanih Slovencev:
- Milan Rožmarin (1946 - 2017), eksperimentalni slikar
- Nina Rožmarin, sinologinja, učiteljica kitajščine